# 眩
『眩』（くらら）は、朝井まかてによる長編歴史小説。『小説新潮』2014年12月号から2015年11月号に連載され、2016年3月22日に新潮社より刊行された。葛飾北斎の娘で「江戸のレンブラント」とも称される天才女絵師・葛飾応為の知られざる生涯を描く。第22回中山義秀文学賞受賞作。
『眩〜北斎の娘〜』（くらら ほくさいのむすめ）と題して、2017年9月にNHK「特集ドラマ」として宮﨑あおい主演によりテレビドラマ化された。

## 概要
たまたま訪れた展覧会で葛飾応為の代表作「吉原格子先之図」の実物を目の当たりにして、その「他の浮世絵とはまったく違う表現方法」「光と影の美しさ」に息を呑んだ著者が、父・葛飾北斎に比べて史料も少なく謎の多いその人生、画業に惹かれて、本作の執筆を決意。応為の研究者や黒川博行の妻で日本画家の黒川雅子らに取材を重ねて研究し、北斎と応為の人生とその時代の出来事を一つの年表に作成、応為の研究者間でも特定されていない作品の制作年や制作順、制作に加わった北斎作品などに関しては著者の想像、推察も加え虚実を交えつつ作品を構築していった。
「この世のすべてを色で表現したい」と願い「絵だけを描いて過ごすこと」を生涯唯一の望みとする女絵師が、口うるさく娘の再婚を促す母、北斎の名声で悪事を働く借金まみれの甥、兄弟子・渓斎英泉と恋などの人生のしがらみに悩み、大火や地震などの災いに翻弄されつつ、混沌とした歳月を経てやがて60代で「吉原格子先之図」で一つの境地へと辿りつくまでを描く。
本作執筆のきっかけとなった「吉原格子先之図」は本書の装丁にも用いられている。

## 書誌情報
- 眩（2016年3月22日、新潮社、ISBN 978-4-10-339971-1）
- 眩（2018年10月1日、新潮文庫、ISBN 978-4-10-121631-7）

## テレビドラマ
『眩〜北斎の娘〜』（くらら ほくさいのむすめ）と題し、NHK総合の「特集ドラマ」として2017年9月18日の19:30 - 20:43に放送された。主演は宮﨑あおい。
平成29年度（第72回）文化庁芸術祭テレビ部門ドラマの部参加作品として、NHK総合にて2017年10月7日の16:45 - 17:58に再放送された。「登場人物の所作や言葉遣いなど演出にリアリティーがあり、完成度が高い」との評価を受け、芸術祭大賞を受賞。同賞受賞作として、NHK総合にて2018年3月9日の22:00 - 23:13に再放送された。

### キャスト

#### 主要人物
- お栄（えい）/葛飾応為（かつしかおうい） - 宮﨑あおい
- 池田善次郎 - 松田龍平
- 弥助 - 三宅弘城
- 西村屋与八 - 西村まさ彦
- 滝沢馬琴 - 野田秀樹[12][13]
- 小兎（こと） - 余貴美子
- 葛飾北斎 - 長塚京三

#### その他
- 医者 - 麿赤兒
- お滝 - 中島亜梨沙
- 川原慶賀 - 越村友一
- 弥生 - 須藤温子
- 加瀬崎十郎 - 岡部たかし
- 五助 - 小林優斗
- 花魁 - 中田絢千

### スタッフ
- 原作 - 朝井まかて『眩』
- 脚本 - 大森美香
- 音楽 - 稲本響
- 制作統括 - 佐野元彦（NHKエンタープライズ）、中村高志（NHKドラマ番組部）
- 演出 - 加藤拓（NHKエンタープライズ）
- 制作 - NHKエンタープライズ
- 制作・著作 - NHK

### 関連番組
- 特集「日本-イギリス北斎を探せ!」（2017年9月18日 9:05 - 9:50、NHK総合）[14]
  - 出演 - 宮﨑あおい、三宅弘城、久住昌之
  - お栄役の宮﨑あおいと弥助役の三宅弘城が北斎とお栄のゆかりの地を訪れて傑作を鑑賞しつつ2人の魅力に迫り、また渓斎英泉や滝沢馬琴らについても紹介する。

### 受賞歴
- 平成29年度（第72回）文化庁芸術祭 テレビ・ドラマ部門 大賞[15]
- 平成29年度芸術選奨文部科学大臣新人賞 放送部門（加藤拓）
- 第34回ATP賞テレビグランプリ 総務大臣賞[16]
- 東京ドラマアウォード2018 単発ドラマ部門 グランプリ[17]
- 第44回放送文化基金賞 演技賞（宮﨑あおい）[18][リンク切れ][19]

### 関連商品
Blu-ray
- 眩（くらら）〜北斎の娘〜（2018年7月27日、NHKエンタープライズ、NSBS-23183）